# Тан (Цюрих)
Тан (нем. Tann) — населённый пункт в Швейцарии, в кантоне Цюрих.
Входит в состав округа Хинвиль. Находится в составе коммуны Дюрнтен. Население составляет 3120 человек (на 31 декабря 2004 года).